# Wozarci
Wozarci (mac. Возарци) – wieś w południowej Macedonii Północnej, terytorialnie i administracyjnie należąca do gminy Kawadarci. Według stanu na 2002 rok jej liczebność wynosiła 910 mieszkańców.

położenie wsi na mapie gminy

Według danych ze spisu powszechnego przeprowadzonego w 2002 roku, wieś Wozarci zamieszkiwało 910 osoby deklarujące następującą narodowość: 
- Macedończycy – 904 (99,34%)
- Serbowie – 5 (0,55%)
- Inni – 1 (0,11%)